# Nymphidium scaea
Nymphidium scaea är en fjärilsart som beskrevs av Doubleday 1847. Nymphidium scaea ingår i släktet Nymphidium och familjen Riodinidae. Inga underarter finns listade i Catalogue of Life.